# Hala Jaworowa
Hala Jaworowa (Polana Kotarska, Polana na Kotarzu) (820 – 920 m n.p.m.) – duża polana w Beskidzie Śląskim, znajdująca się pomiędzy najwyższym wzniesieniem (974 m n.p.m.) i kotą (918 m n.p.m.) Kotarza, na bocznym grzbiecie odgałęziającym się w kierunku północno-zachodnim od szczytu góry. Administracyjnie Hala Jaworowa położona jest na terenie wsi Brenna w województwie śląskim, w powiecie cieszyńskim.
Hala Jaworowa jest częścią dawnego terenu wypasowego funkcjonującego pod nazwą „Kotarz”. Obok Starego Gronia był to w przeszłości największy ośrodek szałaśniczy na terenie Brennej. Tutejszy szałas wzmiankowany był już w 1689 r. Wypas prowadzony był tu do lat 60. XX wieku. Później tradycje te kontynuowała przez pewien czas wielka owczarnia, wybudowana w dolnej, zachodniej części polany (w pobliżu niebieskiego szlaku turystycznego) z inicjatywy Instytutu Zootechniki PAN w Grodźcu. Obecnie obiekt ten już nie istnieje, ale wypas owiec gości latem doraźnie na polanie.
Wśród gatunków porastających polanę, głównie jej obrzeża, należy wymienić bogatą populację naparstnicy purpurowej.
Hala Jaworowa jest dobrym punktem widokowym. Prawie dookolna panorama obejmuje większą część Beskidu Śląskiego wraz z najwyższym szczytem, Skrzycznem. Szczególnie dobrze widoczne jest Pasmo Stożka i Czantorii, za którym widać szereg szczytów Beskidu Morawsko-Śląskiego od Wielkiego Połomu na południu przez najwyższą Łysą Górę po Godulę na północy.

## Szlaki piesze na Halę Jaworową
– z Brennej Centrum – 2:05 godz.

## Przypisy

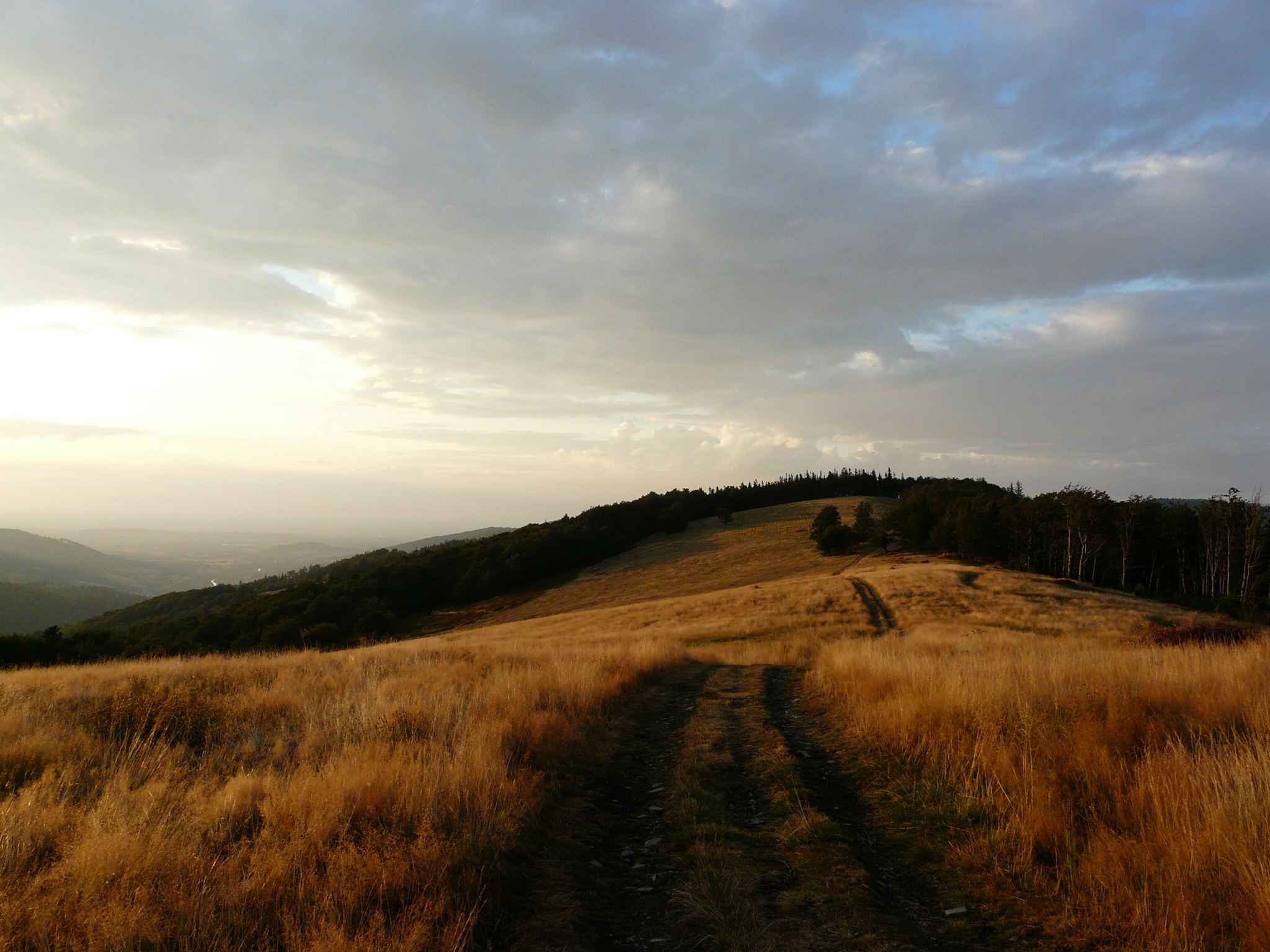
Hala Jaworowa wieczorową porą
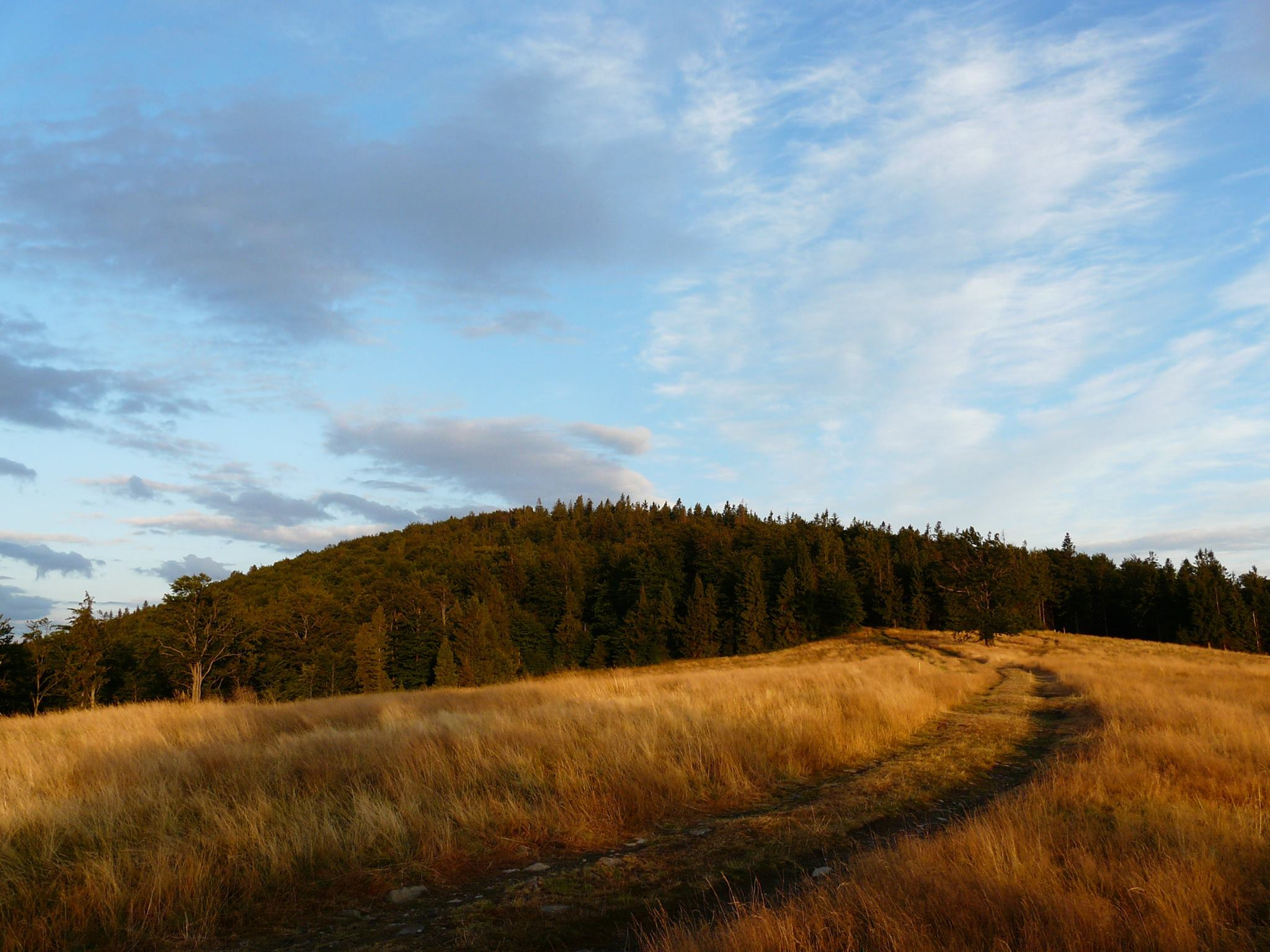
Kotarz z Hali Jaworowej
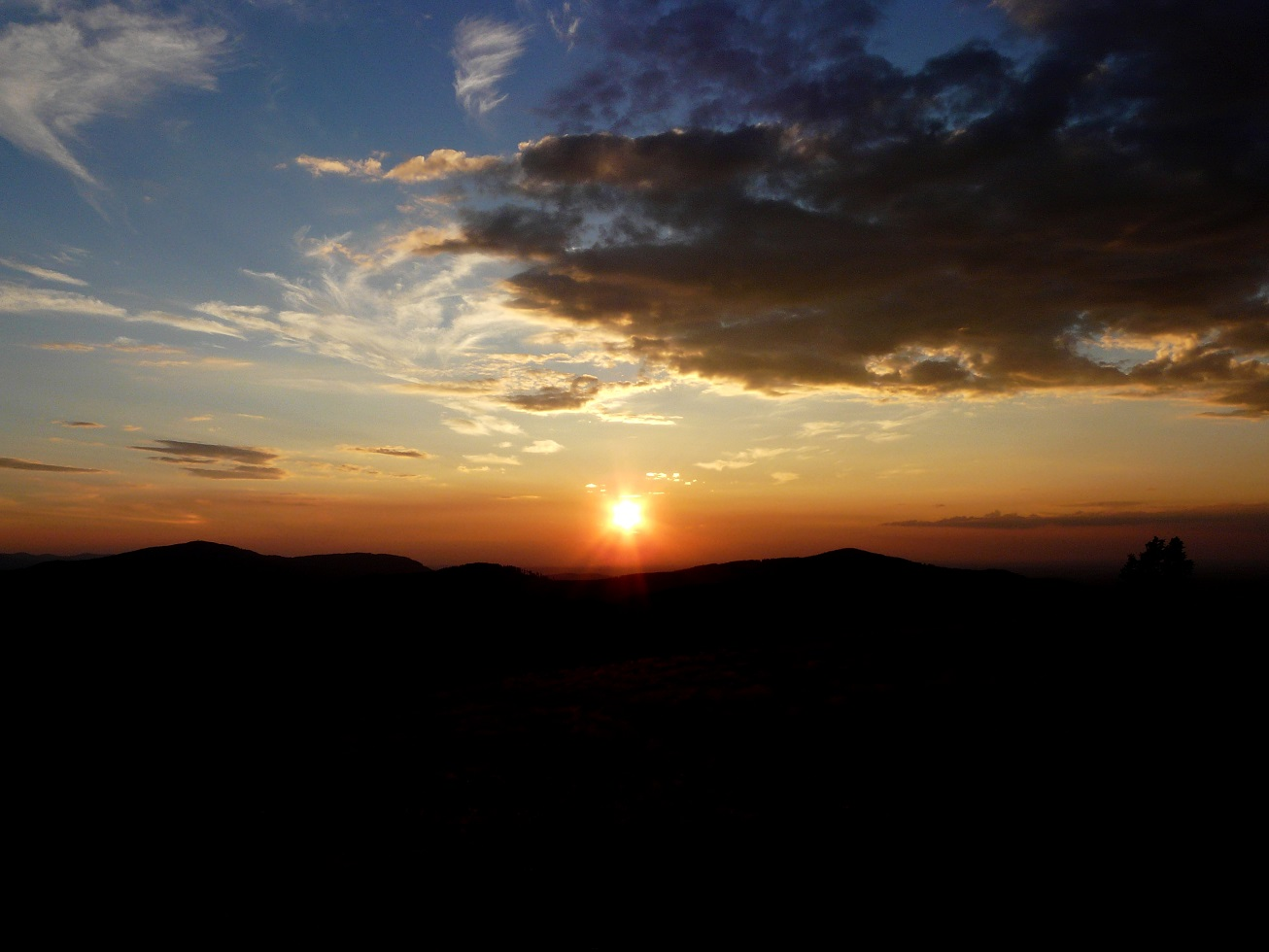
Zachód Słońca na Hali Jaworowej
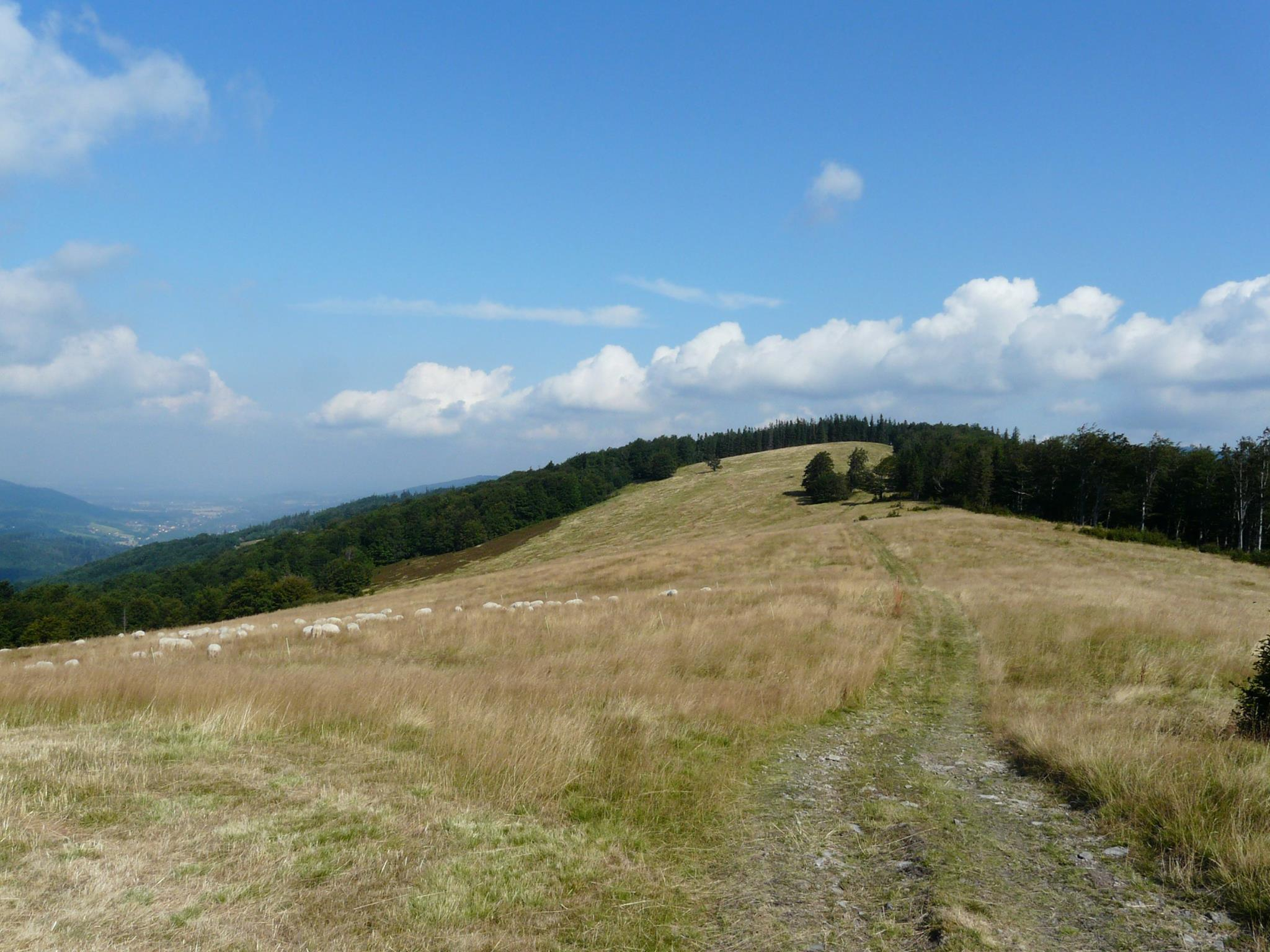
Wypas owiec
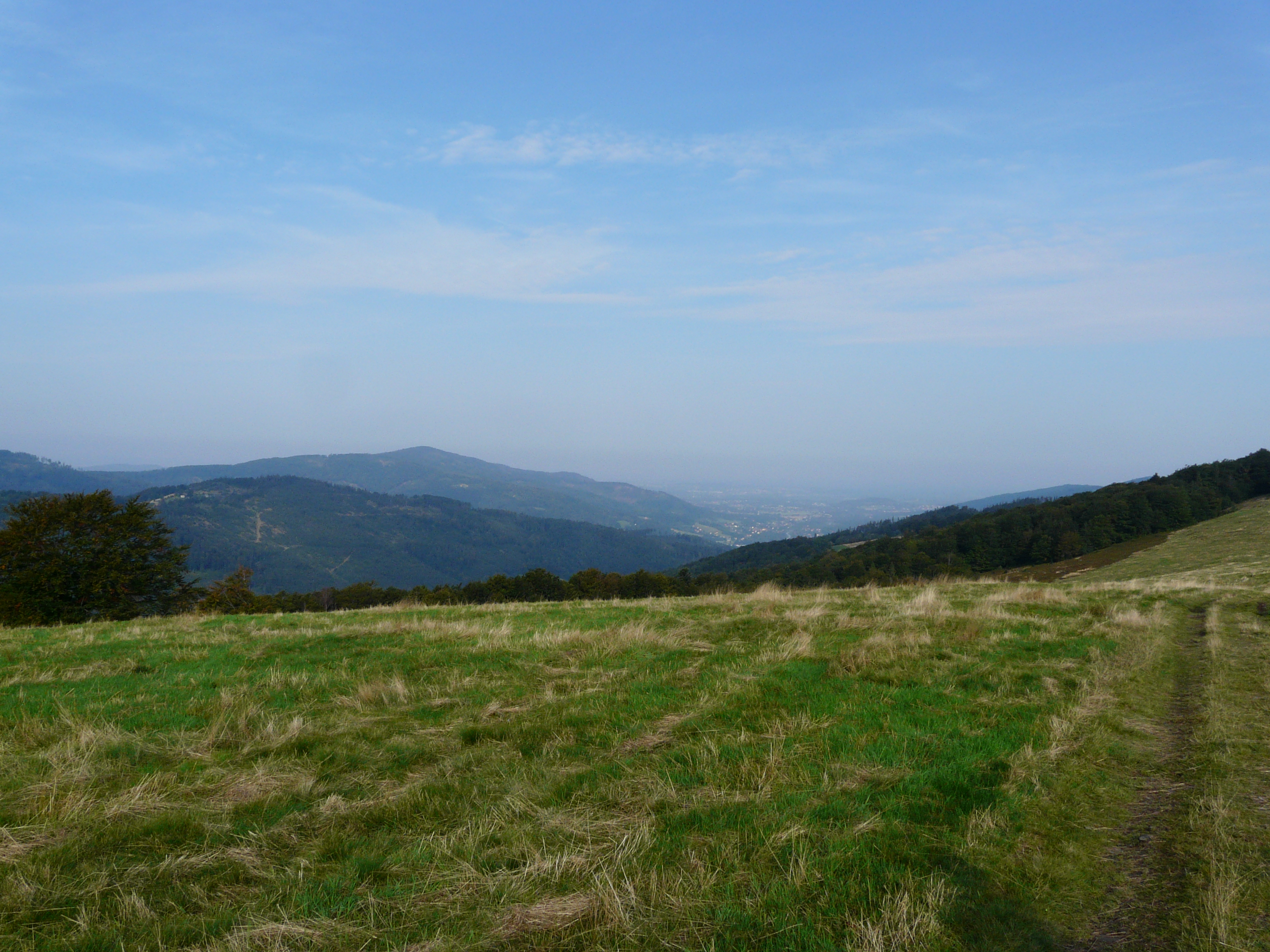
Widok w stronę Równicy
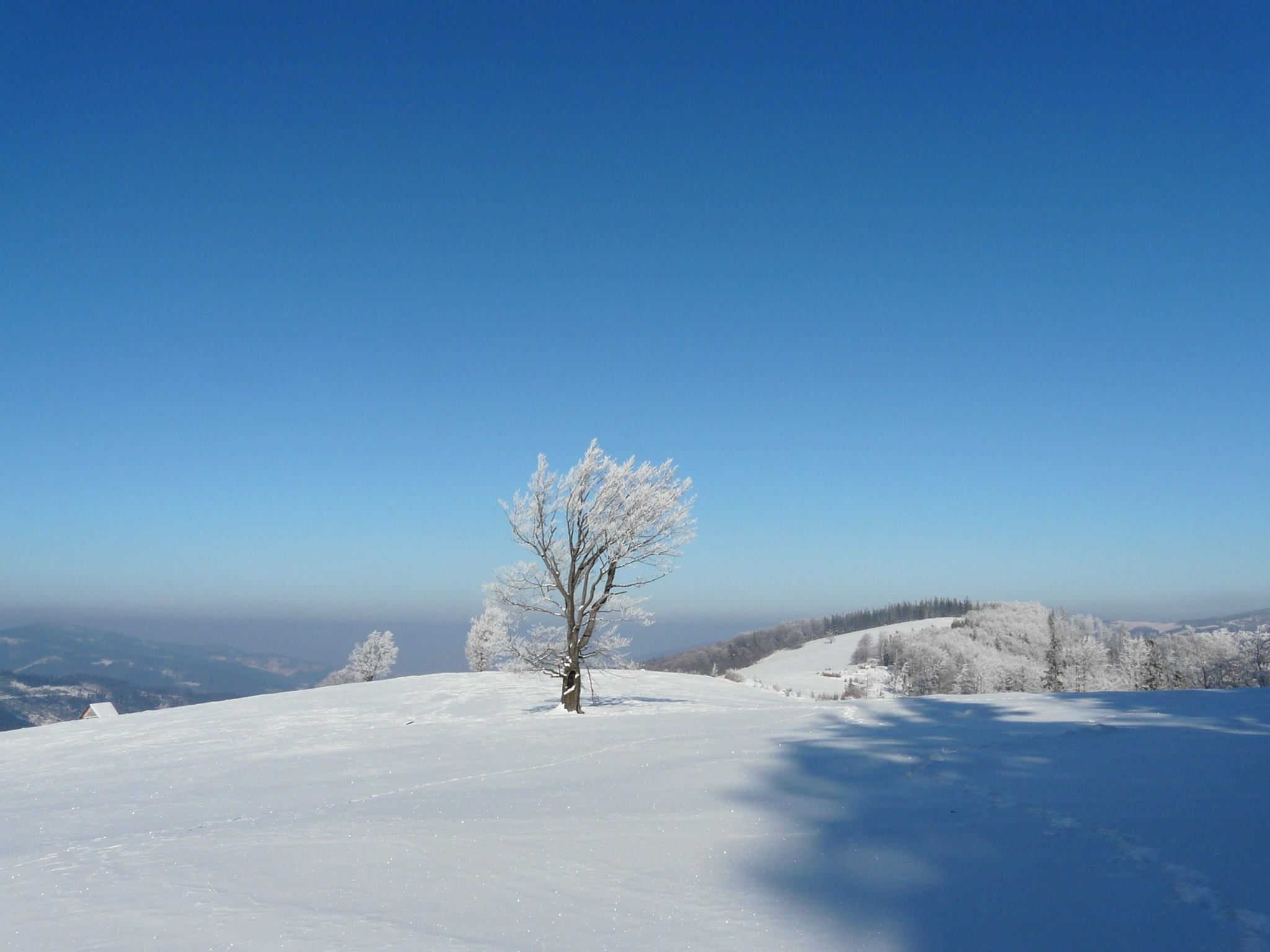
Hala Jaworowa w zimowej odsłonie
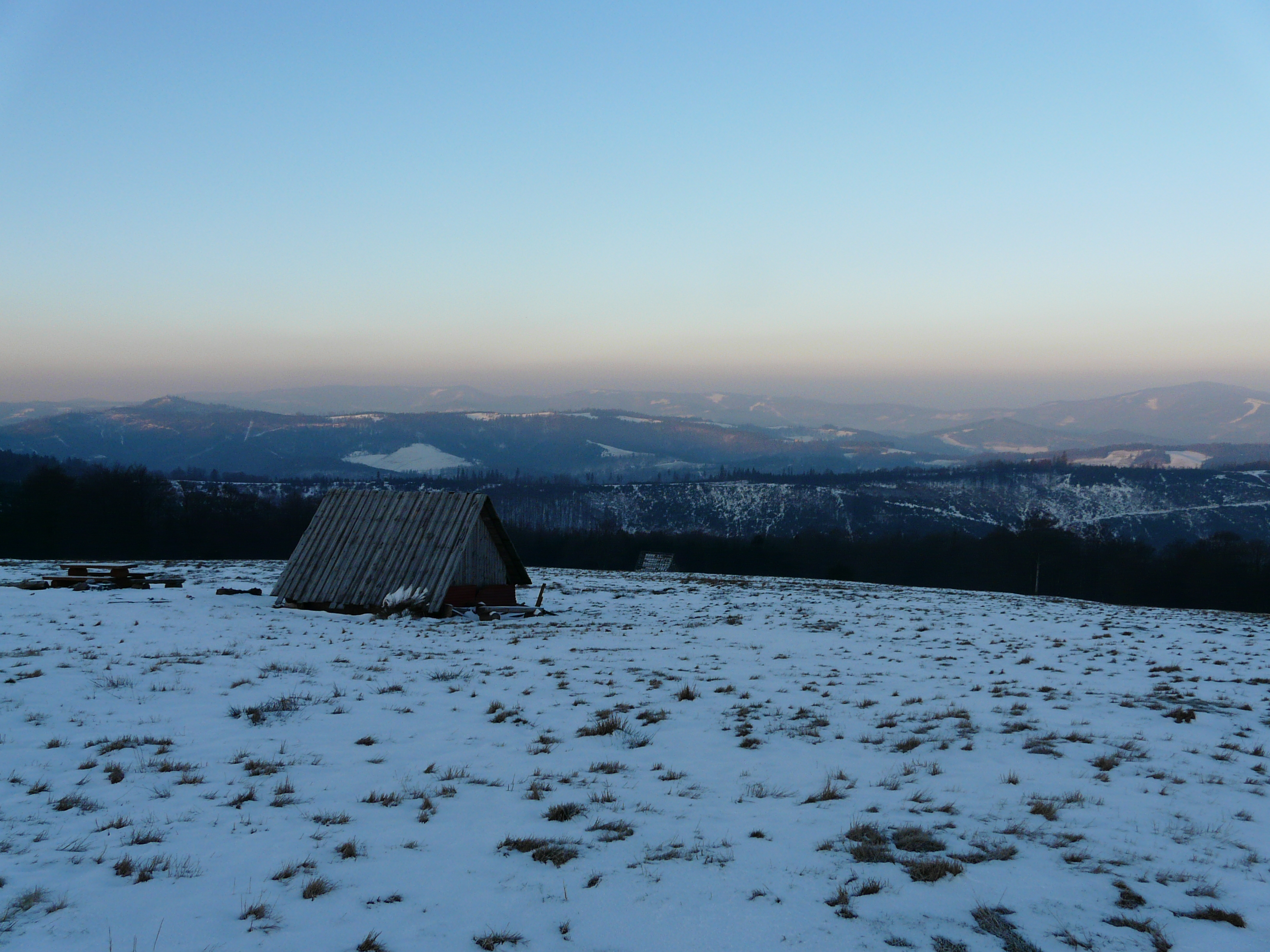
Poranek na Hali Jaworowej